# يانا
يانا (بالصربية: Јана)‏ هي مغنية صربية، ولدت في 15 مارس 1974 في Babimoci ‏ في كوسوفو.